# Kornel Ujejski
Kornel Ujejski (12. září 1823 Beremjany – 19. září 1897 Pavliv) byl básník a rakouský politik polské národnosti z Haliče, v 2. polovině 19. století poslanec Říšské rady.

## Biografie

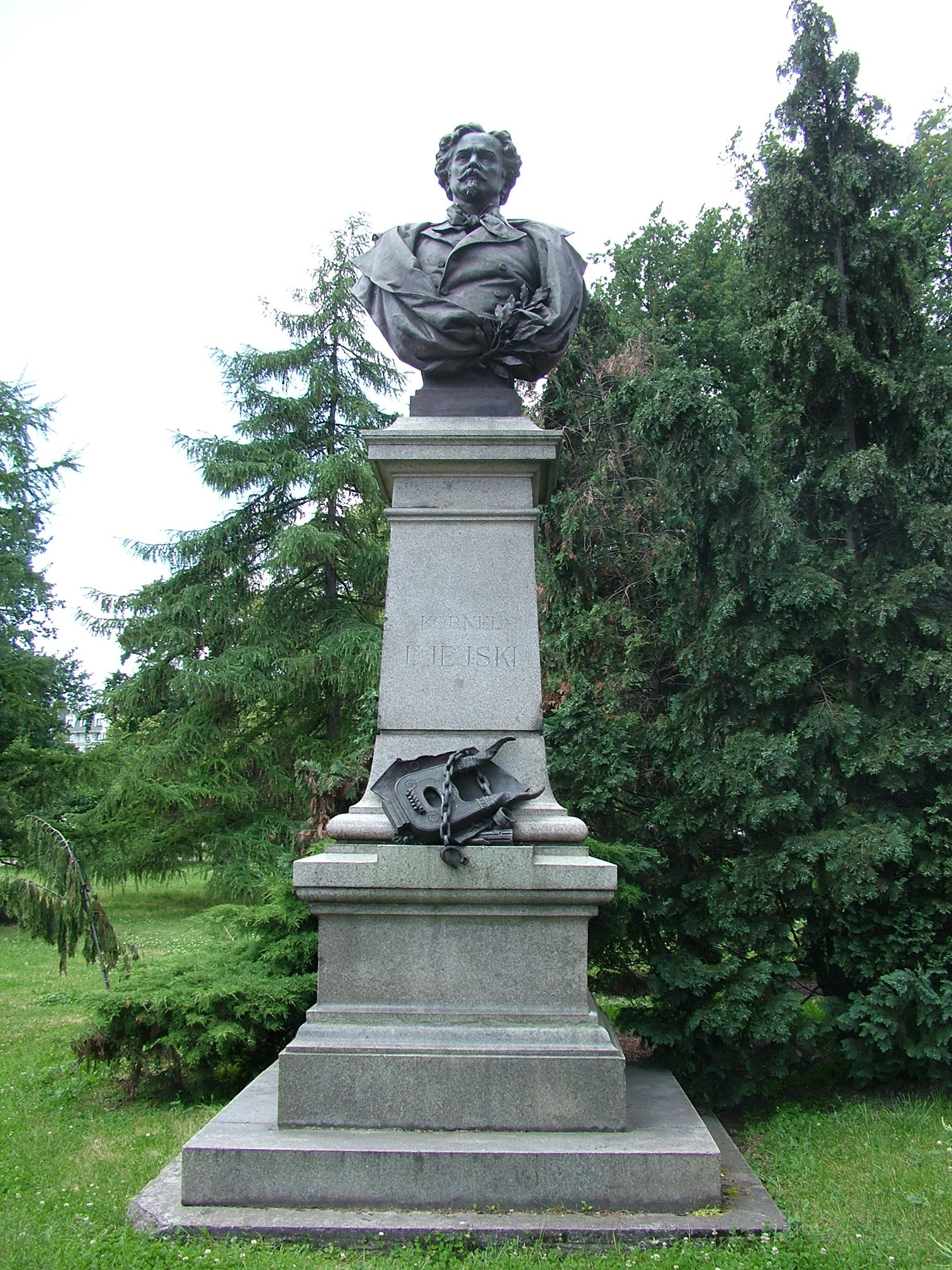
Památník ve Štětíně

Pocházel z bohaté šlechtické rodiny, která roku 1839 přesídlila do okolí Lvova. V mládí se vzdělával doma, pak studoval na gymnáziu v Bučači a následně na Lvovské univerzitě, kde se seznámil s dalšími budoucími slavnými literáty Leszkem Duninem-Borkowským a Wincentym Polem. Od mládí se pokoušel o básnickou tvorbu. Ve 40. letech pobýval po jistou dobu v Belgii a Francii a zapojil se do tamních polských kruhů. Během revolučního roku 1848 se vrátil do vlasti. Oženil se s hraběnkou Henrykou Komorowskou a pronajal si statek Zubrza u Lvova.
Ve své tvorbě se hlásil k romantismu a byl jedním z posledních velkých romantických básníků. Jeho Skargi Jeremiego a Melodie biblijne analogicky líčí smutný osud Judeje a Polska. Jeho nejznámějším dílem je píseň Z dymem pożarów, která byla velmi populární v polském prostředí zejména během roku 1848.
Angažoval se i v politice. Byl poslancem Říšské rady (celostátního parlamentu), kam usedl v doplňovacích volbách roku 1877 za velkostatkářskou kurii v Haliči. Slib složil 7. prosince 1877. Rezignaci oznámil na schůzi 22. října 1878. Po znovuzvolení ale 4. listopadu 1878 opětovně složil slib. V roce 1877 se uvádí jako rytíř Cornel von Ujejski, nájemce statku, bytem Zubrza (Zubra na dnešní Ukrajině). Byl členem poslanecké frakce Polský klub. Polský klub ale opustil v rámci skupiny několika liberálně orientovaných poslanců (Otto Hausner, Ludwik Skrzyński a Artur Gołuchowski).
Zemřel v září 1897 na statku svého syna v Pavlivě.

## Dílo (básnické sbírky)
- Maraton (1845)
- Pieśni Salomona (1846)
- Skargi Jeremiego (1847), v ní text k písni Z dymem pożarów
- Kwiaty bezwoni (1848)
- Zwiędłe liście (1849)
- Melodie biblijne (1852)
- Dla Moskali (1862)
- Tłumaczenia Szopena (1866)
- Seznam děl v Souborném katalogu ČR, jejichž autorem nebo tématem je Kornel Ujejski